# Challenger Colles
Il Challenger Colles è una struttura geologica della superficie di Plutone.